# Ageusia
Ageusia é a perda das funções gustativas do paladar, como a incapacidade de detectar sabores doces, cítricos, amargos, salgada. Como a língua só pode indicar textura e diferenciar gostos ácido, doces, amargos e umamis,  muito do que é entendido como sentido do paladar está, na verdade, ligado ao olfato. A ageusia verdadeira  é relativamente rara em comparação à hipogeusia – perda parcial do paladar – e à disgeusia – distorção ou alteração do paladar.

## Causas
As principais causas de distúrbios do paladar são traumatismo cranioencefálico, infecções do trato respiratório superior, exposição a substâncias tóxicas, causas iatrogênicas, medicamentosas, glossodínia (ou síndrome da boca ardente) e COVID-19.
O traumatismo craniano pode causar lesões em regiões do sistema nervoso central que estão envolvidas no processamento de estímulos gustativos, incluindo tálamo, tronco encefálico e lobos temporais; e também pode causar danos às vias neurológicas envolvidas na transmissão desses estímulos

### COVID-19
Em abril de 2020, 88% de uma amostra com mais de 400 pacientes com COVID-19 na Europa relataram disfunção gustativa (e 86% relataram disfunção olfatória). A pesquisa sugere que a perda do paladar resultante do COVID-19 pode ser causada por danos sobre o sistema gustativo (e olfativo).

### Outras causas
Outras causas da ageusia incluem danos e inflamações locais que interferem nas papilas gustativas ou no sistema nervoso local, como os decorrentes da radioterapia, glossodínia, tabagismo ou uso de próteses dentárias. Além disso, pode ocorrer perda de sensibilidade ao paladar devido ao envelhecimento (causando dificuldade em detectar o sabor salgado ou amargo), transtorno de ansiedade, câncer, insuficiência renal ou insuficiência hepática.

## Diagnóstico
A ageusia é diagnosticada por um otorrinolaringologista, que pode avaliar a perda do paladar do paciente, entre outras funções. Para fazer isso, o especialista analisará outros fatores que possam estar relacionados à ageusia, podendo realizar exames na cabeça, nariz, orelhas e boca. Otorrinolaringologistas também podem realizar exames para avaliar a gravidade da ageusia, como testes de identificação de sabores específicos que o paciente pode sentir ou reconhecer.